# Instituto Geográfico de Venezuela Simón Bolívar
El Instituto Geográfico de Venezuela Simón Bolívar (también conocido como IGVSB) es la agencia cartográfica nacional de Venezuela. Se encarga de producir y proveer la información territorial oficial en materia de geografía, cartografía, y catastro del país. Su sede está en la ciudad de Caracas.
El instituto fue fundado en 1935 bajo el nombre de Dirección de Cartografía Nacional, fruto de la fusión de la Oficina de Cartografía Nacional, adscrita al Ministerio de Relaciones Interiores, con el Servicio Aerofotográfico del Ministerio de Obras Públicas. La primera publicación elaborada por la Dirección de Cartografía Nacional, fue el plano de La Guaira, el cual fue impreso el 13 de octubre de 1936 en Europa. El instituto adoptó su nombre actual en 2000, en virtud de la Ley de Geografía, Cartografía y Catastro nacional.